# Peter Steinbach (Historiker)
Peter Steinbach (* 16. April 1948 in Lage) ist ein deutscher Historiker und Politikwissenschaftler. Er lehrte als Professor für Politikwissenschaft bzw. Neuere und Neueste Geschichte an der Universität Passau, an der Freien Universität Berlin, an der Universität Karlsruhe und an der Universität Mannheim. Gemeinsam mit Johannes Tuchel ist er wissenschaftlicher Leiter der Gedenkstätte Deutscher Widerstand in Berlin.

## Leben und Wirken
Steinbach studierte von 1968 bis 1972 an der Philipps-Universität Marburg Geschichte, Philosophie und Politikwissenschaft. Ein Jahr nach dem Staatsexamen wurde er dort im Fach Mittlere und Neuere Geschichte promoviert. Danach ging er als Assistenzprofessor an die Freie Universität Berlin, wo er sich 1979 mit einer Doppelvenia für Neuere Geschichte und Politikwissenschaft habilitierte. Im Jahr 1980 war er Heisenbergstipendiat der Deutschen Forschungsgemeinschaft.
Von 1982 bis 1992 war Steinbach Professor für historische und theoretische Grundlagen der Politik an der Universität Passau, seit 1983 ist er wissenschaftlicher Leiter der ständigen Ausstellung „Widerstand gegen den Nationalsozialismus“ in Berlin und seit 1989 wissenschaftlicher Leiter der Gedenkstätte Deutscher Widerstand in Berlin. Von 1992 bis 2001 lehrte Steinbach als Professor für Historische Grundlagen der Politik am Otto-Suhr-Institut der FU Berlin und war Herausgeber der politikwissenschaftlichen Zeitschrift Internationale wissenschaftliche Korrespondenz zur Geschichte der deutschen Arbeiterbewegung. 2001 folgte er einem Ruf an die Universität Karlsruhe, wo er Neuere und Neueste Geschichte lehrte. Zum Wintersemester 2007/08 wurde Steinbach an die Universität Mannheim abgeordnet. Dieser Maßnahme gingen universitätsinterne Auseinandersetzungen mit Kollegen in Karlsruhe voraus, u. a. mit Rolf-Jürgen Gleitsmann-Topp und Rolf-Ulrich Kunze. Seit dem 1. August 2013 ist Steinbach im Ruhestand.
Steinbach befasst sich in seinen Forschungen vor allem mit der Geschichte des Widerstands gegen den Nationalsozialismus und mit der vergleichenden Diktaturforschung. Er ist Mitglied in mehreren wissenschaftlichen Gremien, etwa in der Regierungskommission „Gemeinsame Sicherheit und die Zukunft der Bundeswehr“ (1999/2000). Steinbach ist einer der Herausgeber der Zeitschrift für Geschichtswissenschaft und mit Arnd Bauerkämper und Edgar Wolfrum Herausgeber der Reihe Kontroversen um die Geschichte bei der Wissenschaftlichen Buchgesellschaft.
In einer 2013 veröffentlichten Publikation, die Steinbach anlässlich seiner Emeritierung gewidmet war, charakterisieren die Politologen Siegfried Mielke und Stefan Heinz vom Otto-Suhr-Institut Steinbach als den „bedeutendsten Widerstandsforscher der letzten Jahrzehnte“.

## Schriften (Auswahl)

### Monographien
- Industrialisierung und Sozialsystem im Fürstentum Lippe. Zum Verhältnis von Gesellschaftsstruktur und Sozialverhalten einer verspätet industrialisierten Region im 19. Jahrhundert, mit einem statistischen Anhang, Geleitwort von Otto Büsch (= Historische und pädagogische Studien, Band 7, teilweise als: Lippische Studien, Band 3). Colloquium-Verlag, Berlin 1976, ISBN 3-7678-0400-X (zugleich: Dissertation, Universität Marburg, Fachbereich Geschichtswissenschaften, 1973, 556 Seiten, unter dem Titel: Die Sozialstruktur des Fürstentums Lippe im 19. Jahrhundert).
- Nationalsozialistische Gewaltverbrechen in der deutschen Öffentlichkeit: Die Diskussion nach 1945. Berlin 1981, ISBN 3-7678-0519-7.
- Sozialdemokratie und Verfassungsordnung. Sozialdemokratische Verfassungskonzeption und Verfassungspolitik als Umsetzung liberaldemokratischer Ordnungsvorstellungen. Opladen 1983, ISBN 3-8100-0345-X.
- Modell Dachau. Das Konzentrationslager und die Stadt Dachau in der Zeit des Nationalsozialismus und ihre Bedeutung für die Gegenwart. Passau 1987, ISBN 3-88849-018-9.
- Karl Ibach. Zur Biographie eines deutschen Widerstandskämpfers. Passau 1990, ISBN 3-927575-20-8.
- Der 20. Juli 1944. Die Gesichter des Widerstands. Siedler, München 2004, ISBN 3-88680-155-1.
- Claus von Stauffenberg. Zeuge im Feuer. Feuer DRW-Verl, Leinfelden-Echterdingen 2007, ISBN 978-3-87181-709-0.
- Georg Elser. Hrsg. Ernst-Freiberger Stiftung. be.bra wissenschaft, Berlin 2009, ISBN 978-3-937233-53-6.
- Geschichte im politischen Kampf. Wie historische Argumente die öffentliche Meinung manipulieren. Dietz, Bonn 2012, ISBN 978-3-8012-0415-0.

### Herausgeberschaften
- (Zusammen mit Karl Wilhelm Fricke und Johannes Tuchel): Opposition und Widerstand in der DDR. Politische Lebensbilder. C.H. Beck, München 2002, ISBN 3-406-47619-8.
- (Zusammen mit Johannes Tuchel): Widerstand gegen die nationalsozialistische Diktatur 1933–1945. Lukas, Berlin 2004, ISBN 3-936872-37-6.
- (Zusammen mit Reinhold Weber u. a.): Entrechtet – verfolgt – vernichtet. NS-Geschichte und Erinnerungskultur im deutschen Südwesten (= Schriften zur politischen Landeskunde Baden-Württembergs, Band 45); Landeszentrale für politische Bildung Baden-Württemberg, Verlag W. Kohlhammer, Stuttgart 2016, ISBN 978-3-945414-20-0.